# واترفلو (نیومکزیکو)
واترفلو(به انگلیسی: Waterflow) شهری در ایالت نیومکزیکو کشور ایالات متحده آمریکا است که جمعیت آن در سرشماری سال ۲۰۱۰ میلادی، ۱٬۶۸۶ نفر بوده‌است.